# David Porter (musicista)
David Dixon Porter (Memphis, 21 novembre 1941) è un musicista e cantante statunitense di soul.
Lavorò alla Stax Records con Isaac Hayes. Coautore con Hayes di Soul Man. Il cognome Porter fu preso poi dall'omonimo furgone, modello della Piaggio, di cui è uno storico ammiratore.